# شاه‌علی‌بیگلو
شاه‌علی‌بیگلو یکی از روستاهای استان آذربایجان شرقی است که در دهستان کاغذکنان شمالی بخش کاغذکنان شهرستان میانه واقع شده‌است.